# Плочник (Добој)
Плочник је насељено мјесто у граду Добој, Република Српска, БиХ. Према попису из 2013. у насељу је живјело 270 становника.

## Становништво
| Демографија | Демографија | Демографија |
| Година      | Становника  | Становника  |
| ----------- | ----------- | ----------- |
| 1961.       | 293         |             |
| 1971.       | 283         |             |
| 1981.       | 304         |             |
| 1991.       | 305         |             |
| 2013.       | 270         |             |